# France aux Jeux olympiques de la jeunesse d'hiver de 2016
La France participe aux Jeux olympiques de la jeunesse d'hiver de 2016 à Lillehammer en Norvège du 12 au 21 février 2016.

## Médaillés
| Médaille | Nom                    | Sport           | Épreuve           | Date       |
| -------- | ---------------------- | --------------- | ----------------- | ---------- |
| Or       | Émilien Claude         | Biathlon        | Sprint hommes     | 14 février |
| Or       | Manon Petit            | Snowboard       | Cross femmes      | 15 février |
| Argent   | Lou Barin              | Ski acrobatique | Slopestyle femmes | 19 février |
| Bronze   | Laura Chamiot-Maitral  | Ski de fond     | Cross femmes      | 13 février |
| Bronze   | Lou Jeanmonnot-Laurent | Biathlon        | Poursuite femmes  | 15 février |
| Bronze   | Agathe Bessard         | Skeleton        | femmes            | 19 février |

## Résultats
(février 2016).

### Biathlon
Hommes
| Athlète        | Épreuve | Temps         | Cible(s) manquée(s) | Rang |
| -------------- | ------- | ------------- | ------------------- | ---- |
| Émilien Claude | Sprint  | 19 min 01 s 5 | 0                   | 1    |
| Émilien Claude | Pursuit | 30 min 29 s 3 | 6                   | 5    |
| Pierre Monney  | Sprint  | 21 min 01 s 9 | 3                   | 23   |
| Pierre Monney  | Pursuit | 33 min 31 s 0 | 8                   | 29   |

Femmes
| Athlète                 | Épreuve | Temps         | Cible(s) manquée(s) | Rang |
| ----------------------- | ------- | ------------- | ------------------- | ---- |
| Gilonne Guigonnat       | Sprint  | 19 min 02 s 6 | 3                   | 8    |
| Gilonne Guigonnat       | Pursuit | 27 min 14 s 0 | 7                   | 13   |
| Lou Jeannmonnot-Laurent | Sprint  | 18 min 52 s 6 | 1                   | 5    |
| Lou Jeannmonnot-Laurent | Pursuit | 25 min 20 s 5 | 2                   | 3    |

Mixte
| Athlète | Épreuve            | Temps | Cible(s) manquée(s) | Rang |
| ------- | ------------------ | ----- | ------------------- | ---- |
|         | Single mixed relay |       |                     |      |
|         | Mixed relay        |       |                     |      |

### Combiné nordique
| Athlète          | Épreuve | Saut à ski | Saut à ski | Saut à ski | Ski de fond | Ski de fond | Ski de fond | Total | Total |
| Athlète          | Épreuve | Distance   | Points     | Rang       | Déficit     | Temps       | Rang        | Temps | Rang  |
| ---------------- | ------- | ---------- | ---------- | ---------- | ----------- | ----------- | ----------- | ----- | ----- |
| Lilian Vaxelaire | 5 km    |            |            |            |             |             |             |       |       |

### Hockey sur glace
| Athlète         | Épreuve                                 | Qualification | Qualification | Finale       | Finale       |
| Athlète         | Épreuve                                 | Points        | Rang          | Points       | Rang         |
| --------------- | --------------------------------------- | ------------- | ------------- | ------------ | ------------ |
| Antonin Plagnat | Concours individuel d'habileté masculin | 9             | 11            | Non qualifié | Non qualifié |

### Luge
| Athlète       | Épreuve | Run 1    | Run 1 | Run 2    | Run 2    | Total          | Total |
| Athlète       | Épreuve | Temps    | Rang  | Temps    | Rang     | Temps          | Rang  |
| ------------- | ------- | -------- | ----- | -------- | -------- | -------------- | ----- |
| Adrien Maitre | Boys    | 49 s 826 | 17    | 49 s 096 | 15       | 1 min 38 s 922 | 16    |
| Margot Boch   | Girls   | 57 s 674 | 20    | 14       | 53 s 913 | 1 min 51 s 587 | 17    |

### Patinage artistique
Singles
| Athlète          | Épreuve       | PC     | PC   | PL     | PL   | Total  | Total |
| Athlète          | Épreuve       | Points | Rang | Points | Rang | Points | Rang  |
| ---------------- | ------------- | ------ | ---- | ------ | ---- | ------ | ----- |
| Adam Siao Him Fa | Boys' singles | 49,19  | 8    | 101,46 | 10   | 150,65 | 10    |

Couples
| Athlètes                     | Épreuve         | PC / DC | PC / DC | PL / DL | PL / DL | Total  | Total |
| Athlètes                     | Épreuve         | Points  | Rang    | Points  | Rang    | Points | Rang  |
| ---------------------------- | --------------- | ------- | ------- | ------- | ------- | ------ | ----- |
| Julia Wagret Mathieu Couyras | Danse sur glace |         |         |         |         |        |       |

### Patinage de vitesse sur piste courte
Hommes
| Athlète        | Épreuve | Quarts de finale | Quarts de finale | Demi-finale | Demi-finale | Finale | Finale |
| Athlète        | Épreuve | Temps            | Rang             | Temps       | Rang        | Temps  | Rang   |
| -------------- | ------- | ---------------- | ---------------- | ----------- | ----------- | ------ | ------ |
| Quentin Fercoq | 500 m   |                  |                  |             |             |        |        |
| Quentin Fercoq | 1 000 m |                  |                  |             |             |        |        |

### Saut à ski
| Athlète          | Épreuve            | Premier tour | Premier tour | Premier tour | Finale   | Finale | Finale | Total  | Total |
| Athlète          | Épreuve            | Distance     | Points       | Rang         | Distance | Points | Rang   | Points | Rang  |
| ---------------- | ------------------ | ------------ | ------------ | ------------ | -------- | ------ | ------ | ------ | ----- |
| Jonathan Learoyd | Boys' normal hill  |              |              |              |          |        |        |        |       |
| Romane Dieu      | Girls' normal hill |              |              |              |          |        |        |        |       |

### Skeleton
| Athlète        | Épreuve | Run 1 | Run 1 | Run 2 | Run 2 | Total | Total |
| Athlète        | Épreuve | Temps | Rang  | Temps | Rang  | Temps | Rang  |
| -------------- | ------- | ----- | ----- | ----- | ----- | ----- | ----- |
| Agathe Bessard | Femmes  |       |       |       |       |       |       |

### Ski acrobatique
Ski cross
| Athlète              | Épreuve            | Qualifications | Qualifications | Phase de groupe | Phase de groupe | Demi-finale | Finale   |
| Athlète              | Épreuve            | Temps          | Rang           | Points          | Rang            | Position    | Position |
| -------------------- | ------------------ | -------------- | -------------- | --------------- | --------------- | ----------- | -------- |
| Matteo Lucatelli     | Ski cross masculin | 44 s 65        | 10             | 14              |                 | 2           | 4        |
| Margot Tresal Mauroz | Ski cross féminin  | 48 s 00        | 12             | 9               | 14              |             |          |

Slopestyle
| Athlète             | Épreuve           | Finale | Finale | Finale | Finale   | Finale |
| Athlète             | Épreuve           | Run 1  | Run 2  | Run 3  | Meilleur | Rang   |
| ------------------- | ----------------- | ------ | ------ | ------ | -------- | ------ |
| Theo Collomb Patton | Slopestyle hommes |        |        |        |          |        |
| Lou Barin           | Slopestyle femmes |        |        |        |          |        |

### Ski alpin
Hommes
| Athlète      | Épreuve       | Première manche | Première manche | Deuxième manche | Deuxième manche | Total         | Total |
| Athlète      | Épreuve       | Temps           | Rang            | Temps           | Rang            | Temps         | Rang  |
| ------------ | ------------- | --------------- | --------------- | --------------- | --------------- | ------------- | ----- |
| Léo Anguenot | Slalom        |                 |                 |                 |                 |               |       |
| Léo Anguenot | Slalom géant  |                 |                 |                 |                 |               |       |
| Léo Anguenot | Super-G       | NC              | NC              | NC              | NC              | 1 min 12 s 67 | 18    |
| Léo Anguenot | Super combiné | 1 min 14 s 07   | 24              | Disq            |                 |               | Disq  |
| Ken Caillot  | Slalom        |                 |                 |                 |                 |               |       |
| Ken Caillot  | Slalom géant  |                 |                 |                 |                 |               |       |
| Ken Caillot  | Super-G       | NC              | NC              | NC              | NC              | 1 min 12 s 03 | 11    |
| Ken Caillot  | Super ombiné  | 1 min 13 s 26   | 13              | 41 s 71         | 6               | 1 min 54 s 97 | 9     |

Femmes
| Athlète         | Épreuve       | Première manche | Première manche | Deuxième manche | Deuxième manche | Total         | Total |
| Athlète         | Épreuve       | Temps           | Rang            | Temps           | Rang            | Temps         | Rang  |
| --------------- | ------------- | --------------- | --------------- | --------------- | --------------- | ------------- | ----- |
| Camille Cerutti | Slalom        |                 |                 |                 |                 |               |       |
| Camille Cerutti | Slalom géant  |                 |                 |                 |                 |               |       |
| Camille Cerutti | Super-G       | NC              | NC              | NC              | NC              | Disq          |       |
| Camille Cerutti | Super combiné | 1 min 15 s 25   | 9               | 44 s 87         | 11              | 2 min 00 s 12 | 6     |
| Kenza Lacheb    | Slalom        |                 |                 |                 |                 |               |       |
| Kenza Lacheb    | Slalom géant  |                 |                 |                 |                 |               |       |
| Kenza Lacheb    | Super-G       | NC              | NC              | NC              | NC              | 1 min 14 s 73 | 12    |
| Kenza Lacheb    | Super combiné | 1 min 14 s 40   | 5               | Disq            |                 | Disq          |       |

### Ski de fond
Hommes
| Athlète       | Épreuve             | Qualifications | Qualifications | Quart de finale | Quart de finale | Demi-finale   | Demi-finale | Finale        | Finale |
| Athlète       | Épreuve             | Temps          | Rang           | Temps           | Rang            | Temps         | Rang        | Temps         | Rang   |
| ------------- | ------------------- | -------------- | -------------- | --------------- | --------------- | ------------- | ----------- | ------------- | ------ |
| Camille Laude | 10 km freestyle     | NC             | NC             | NC              | NC              | NC            | NC          |               |        |
| Camille Laude | Sprint classique    |                |                |                 |                 |               |             |               |        |
| Camille Laude | Cross-country cross | 3 min 04 s 33  | 2              | NC              | NC              | 3 min 05 s 84 | 1           | 3 min 06 s 97 | 6      |
| Jeremy Royer  | 10 km freestyle     | NC             | NC             | NC              | NC              | NC            | NC          |               |        |
| Jeremy Royer  | Classical sprint    |                |                |                 |                 |               |             |               |        |
| Jeremy Royer  | Cross-country cross | 3 min 15 s 52  | 16             | NC              | NC              | 3 min 12 s 25 | 6           |               | 16     |

Femmes
| Athlète               | Épreuve             | Qualifications | Qualifications | Quart de finale | Quart de finale | Demi-finale   | Demi-finale | Finale        | Finale |
| Athlète               | Épreuve             | Temps          | Rang           | Temps           | Rang            | Temps         | Rang        | Temps         | Rang   |
| --------------------- | ------------------- | -------------- | -------------- | --------------- | --------------- | ------------- | ----------- | ------------- | ------ |
| Laura Chamiot Maitral | 5 km freestyle      | NC             | NC             | NC              | NC              | NC            | NC          |               |        |
| Laura Chamiot Maitral | Classical sprint    |                |                |                 |                 |               |             |               |        |
| Laura Chamiot Maitral | Cross-country cross | 3 min 33 s 69  | 3              | NC              | NC              | 3 min 36 s 21 | 1           | 3 min 29 s 56 | 3      |
| Juliette Ducordeau    | 5 km freestyle      | NC             | NC             | NC              | NC              | NC            | NC          |               |        |
| Juliette Ducordeau    | Classical sprint    |                |                |                 |                 |               |             |               |        |
| Juliette Ducordeau    | Cross-country cross | 3 min 40 s 31  | 7              | NC              | NC              | 3 min 39 s 93 | 4           |               |        |

### Snowboard
Halfpipe
| Athlète          | Épreuve         | Finale  | Finale  | Finale  | Finale   | Finale |
| Athlète          | Épreuve         | Run 1   | Run 2   | Run 3   | Meilleur | Rang   |
| ---------------- | --------------- | ------- | ------- | ------- | -------- | ------ |
| Thalie Larochaix | Girls' halfpipe | 45 s 25 | 26 s 50 | 44 s 75 | 45 s 25  | 11     |

Snowboard cross
| Athlète       | Épreuve                | Qualifications | Qualifications | Phase de groupe | Phase de groupe | Demi-finale | Petite Finale | Finale   |
| Athlète       | Épreuve                | Temps          | Rang           | Points          | Rang            | Position    |               | Position |
| ------------- | ---------------------- | -------------- | -------------- | --------------- | --------------- | ----------- | ------------- | -------- |
| Merlin Surget | Boys' snowboard cross  | 49 s 23        | 6              |                 |                 | 4e          | Disq          |          |
| Manon Petit   | Girls' snowboard cross | 49 s 26        | 1              |                 | 1re             | 1re         |               | 1        |

Slopestyle
| Athlète          | Épreuve           | Finale | Finale | Finale | Finale   | Finale |
| Athlète          | Épreuve           | Run 1  | Run 2  | Run 3  | Meilleur | Rang   |
| ---------------- | ----------------- | ------ | ------ | ------ | -------- | ------ |
| Enzo Valax       | Boys' slopestyle  |        |        |        |          |        |
| Thalie Larochaix | Girls' slopestyle |        |        |        |          |        |
| Chloe Sillieres  | Girls' slopestyle |        |        |        |          |        |